# Kitty O'Brien Joyner

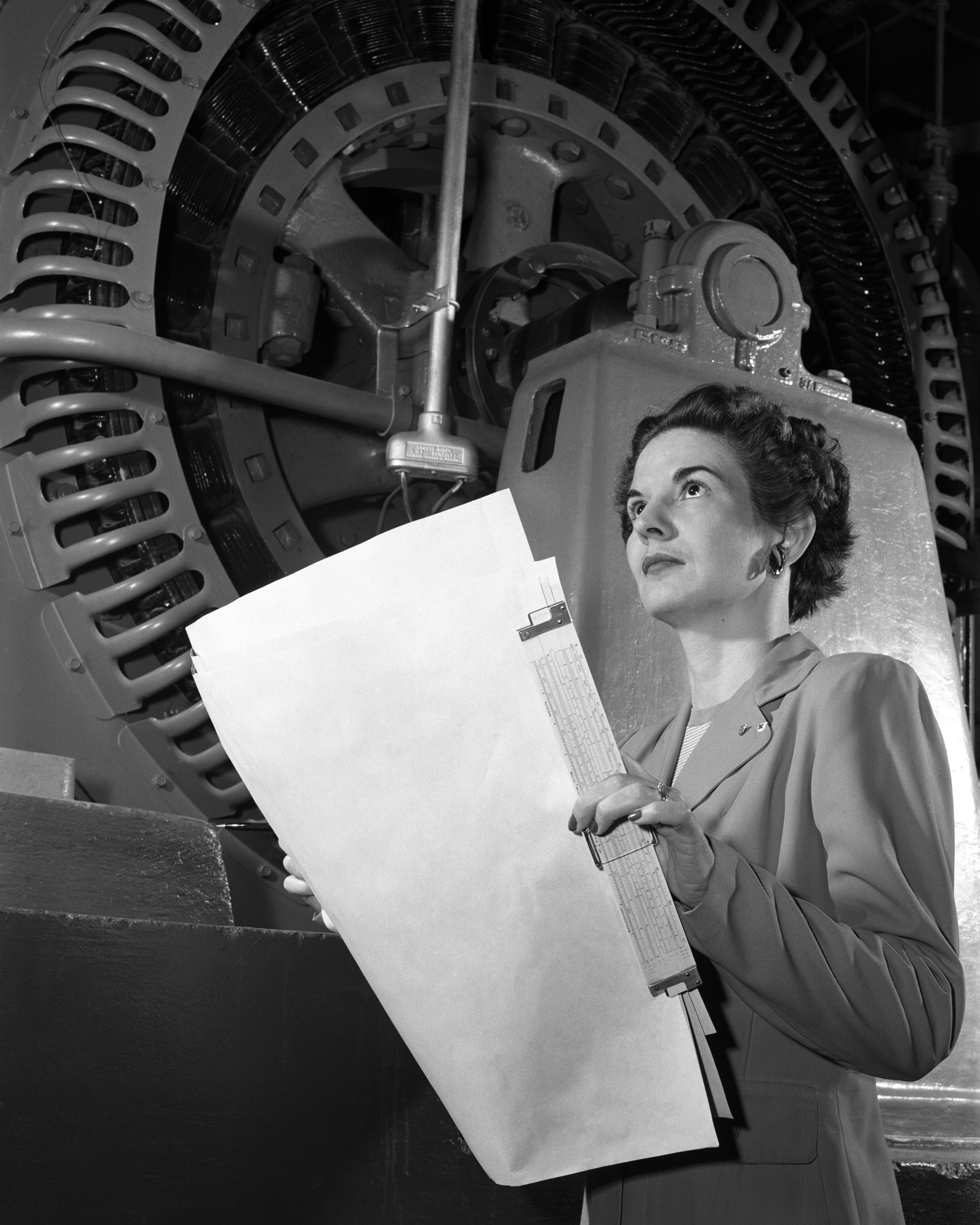
Joyner in 1952

Kitty O'Brien Joyner (11 juli 1916 - 16 augustus 1993) was een Amerikaanse elektrotechnisch ingenieur bij het Nationale Raadgevend Comité voor de Luchtvaart (NACA), en vervolgens bij de Nationale Luchtvaart- en Ruimtevaartadministratie (NASA) toen deze in 1958 de NACA verving. Zij was in 1939 de eerste vrouw die afstudeerde aan het ingenieursprogramma van de Universiteit van Virginia, en de eerste vrouw die als ingenieur bij de NACA werkte. Ze werd uiteindelijk afdelingshoofd en beheerde verschillende windtunnels. Haar werk heeft bijgedragen aan onderzoek op het gebied van de luchtvaart, supersonische vlucht, vleugelprofielen en ontwerpnormen voor vliegtuigen.

## Biografie
Kitty Wingfield O'Brien werd geboren in Charlottesville, Virginia, op 11 juli 1916.
Haar vader was een ingenieur, wat haar inspireerde om dezelfde carrière na te streven.
Na de middelbare school wilde ze aan de Universiteit van Virginia studeren. De wet van Virginia had toegestaan dat vrouwen sinds 1920 openbare universiteiten bezochten, maar de Universiteit wierp verschillende obstakels op voor vrouwen die zich wilden aanmelden, en eiste dat ze eerst voor twee jaar elders naar school gingen en minstens 20 jaar oud waren.
O'Brien ging daarom van 1935 tot 1937 naar Sweet Briar College, waarna ze met succes een verzoek indiende om bij de Universiteit van Virginia te worden toegelaten.
Aanvankelijk zag ze geen mogelijkheden voor vrouwen in het veld. Ze vertelde aan een verslaggever van The Miami News dat "ze altijd had gewenst dat ze een jongen was, zodat ze zijn roeping kon volgen." De verslaggever schreef over haar terwijl ze in Florida was voor een technische conferentie waarop haar artikel, "Fluorescentie, het licht van de toekomst," de tweede plaats behaalde van de bijdragen van studenten. Hoewel de verslaggever opmerkte dat "elektrotechniek niet echt als een vrouwelijk beroep wordt beschouwd," maakte O'Brien van de gelegenheid gebruik om te vertellen hoe techniek een geweldige kans biedt voor vrouwen en meisjes.

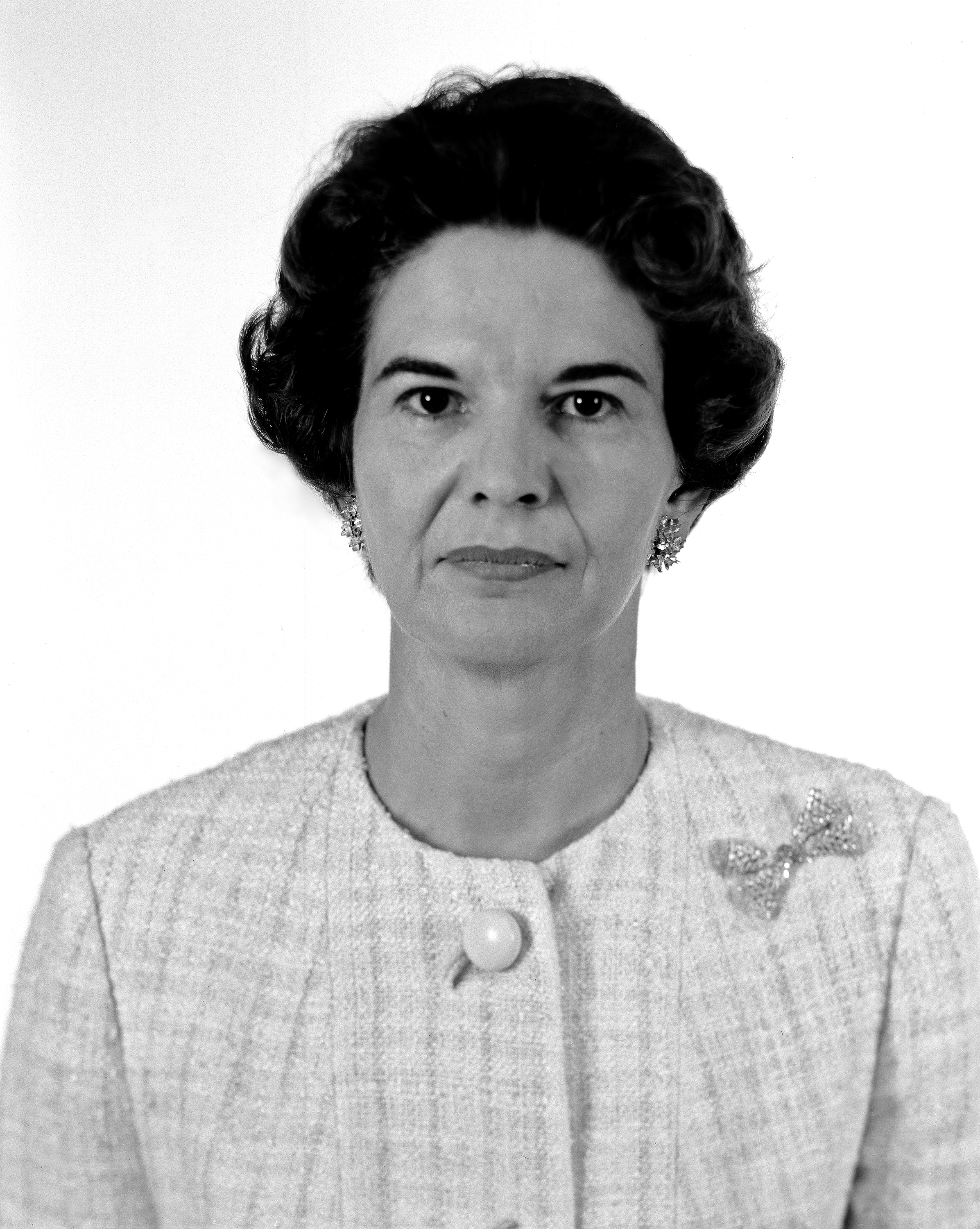
Joyner in 1964

Het NACA Langley Memorial Aeronautical Laboratory huurde Joyner in juni 1939 in als junior-assistent voor civiele techniek, waarmee ze haar eerste vrouwelijke ingenieur werd.
In die tijd breidde de organisatie haar luchtvaartonderzoek en ontwikkeling uit in de aanloop naar de Tweede Wereldoorlog. Joyner's carrière ontwikkelde zich snel, en ze verlegde haar focus van civiel naar elektrotechnisch. Tot haar verantwoordelijkheden behoorde het beheer van de elektrische systemen voor verschillende windtunnels, waaronder supersonische windtunnels, grote, dure faciliteiten die belangrijk zijn voor het testen van vliegtuigen
Ze werkte meer dan drie decennia lang in Langley en ging door bij de NASA toen deze NACA in 1958 verving.
In de loop van haar carrière bij NACA / NASA heeft Joyner bijdragen geleverd aan onderzoek op het gebied van luchtvaart, supersonische vlucht en het ontwerp van vleugelprofielen. Haar werk had implicaties voor militaire en commerciële vluchttoepassingen en ze was van invloed op de productie van vliegtuigontwerpnormen die vele jaren relevant bleven. Ze ging in mei 1971 met pensioen.